# セッポ・ミッコラ
セッポ・ミッコラ(Seppo Mikkola、1947年-)は、フィンランドの天文学者。
トゥルク大学のトゥオルラ天文台で勤めた。天体力学の専門家で、重力多体問題の動きの定式化に基礎的な貢献をした。クルースンの異常な軌道を特定したチームの一員である。
1941年にリイシ・オテルマが発見した小惑星(3381) ミッコラは、彼に因んで命名された。